# Tonaki-shima
Tonaki-shima (渡名喜島) est une île japonaise dans l'archipel Kerama, en mer de Chine orientale.

## Géographie
Située à environ 58 km au nord-ouest de Naha, l'île est essentiellement occupée par le village de Tonaki.

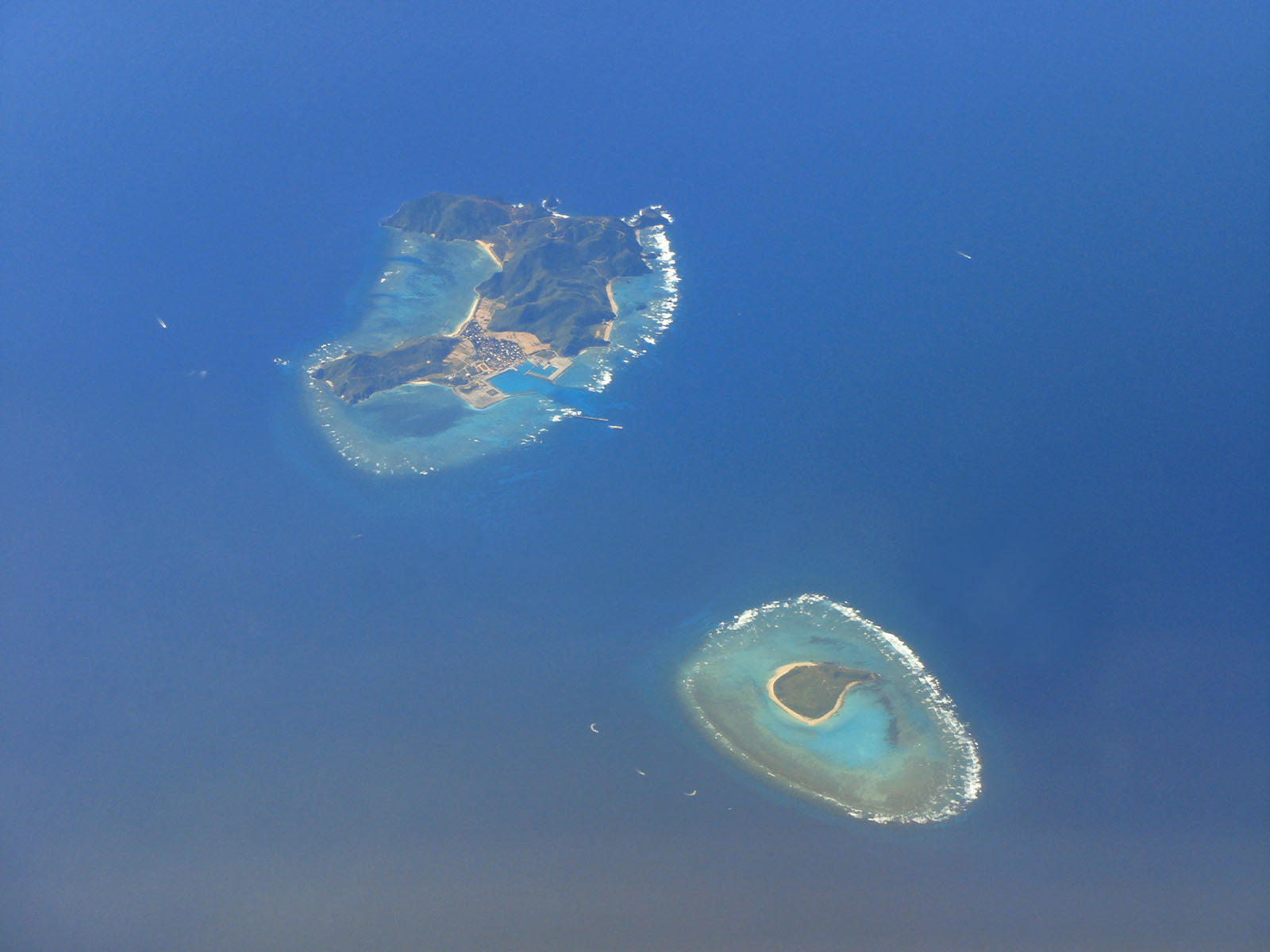
Vue aérienne.